# 야오징위안
야오징위안(중국어 간체자: 姚景远, 정체자: 姚景遠, 병음: Yáo Jǐngyuǎn, 한자음: 요경원, 1958년 6월 14일~)은 중화인민공화국의 역도 선수, 지도자이다. 1984년 하계 올림픽에서 라이트급 금메달을 획득했다.

## 경력
1958년 랴오닝성 판진시에서 태어났다. 어린 시절에는 체조 선수가 되기 위해 랴오닝성 체육학교에 진학했으며, 체육학교에서 역도부 감독의 눈에 들어 역도로 전향했다. 이후 1973년 랴오닝성 역도단에 입단했으며, 1979년에는 중국 라이트급 국가대표 선수로 발탁되었다.
1979년 7월 일본 도쿄에서 열린 1979년 아시아 선수권 대회를 통해 국제 대회에 처음으로 참가했으며 인상 125kg, 용상 167.5kg, 합계 292.5kg의 기록으로 일본의 히라이 가즈마사의 뒤를 이어 은메달을 획득했다. 같은 해 11월에는 그리스 테살로니키에서 열린 1979년 세계 선수권 대회에 참가하여 인상 122.5kg, 용상 172.5kg, 합계 295kg의 기록으로 7위에 올랐다.
1980년 8월 미국 호놀룰루에서 열린 아메리칸컵 국제 역도 대회에 참가하여 인상 135kg, 용상 167.5kg, 합계 302.5kg의 기록으로 대표팀 동료인 자오신민과 일본의 시마야 야쓰오를 누르고 우승했다. 이듬해인 1981년 8월에는 일본 나고야에서 열린 1981년 아시아 선수권 대회에 참가하여 인상 132.5kg, 용상 176kg(아시아 신기록) 합계 307.5kg으로 자오신민의 뒤를 이어 은메달을 획득했다. 이 대회에서 자오스민과 같은 중량 기록을 세웠으나 자오스민의 체중이 더 가벼웠기 때문에 야오징위안이 2위가 되었다. 이후 9월에는 프랑스 릴에서 열린 1981년 세계 선수권 대회에 참가하여 인상에서 132.5kg을 기록했으나 용상은 실패하여 순위를 기록하지 못했다. 같은 해 10월 상하이에서 열린 상하이 국제 역도 대회에 참가하여 인상 137.5kg, 용상 175kg, 합계 312.5kg의 기록으로 자오신민과 일본의 다카바 구니히코를 꺾으며 우승을 차지했다.
1982년 11월 인도 뉴델리에서 열린 1982년 아시안 게임에서 합계 307.5kg을 기록하면서 시마야와 자오신민을 누르고 금메달을 획득했다. 이듬해인 1983년 8월에는 중국 선수권 대회에서 인상 140kg, 용상 177.5kg, 합계 317.5kg을 기록하면서 인상, 용상, 합계 부문 아시아 신기록을 갱신했다. 같은 해 9월에 소련 모스크바에서 열린 1983년 세계 선수권 대회에서는 인상 140kg, 용상 175kg, 합계 315kg의 기록으로 5위를 기록했다. 이듬해인 1984년 8월에 미국 로스앤젤레스에서 열린 1984년 하계 올림픽에 참가했다. 이 대회는 중국 선수단이 1952년 대회 이후 처음으로 출전하는 올림픽 대회이다. 야오징위안은 인상 142.5kg, 용상 177.5kg, 합계 320kg의 기록으로 루마니아의 안드레이 소카치와 핀란드의 요우니 그뢴만을 누르고 금메달을 획득했다.
1985년 8월 스웨덴 쇠데르텔리에에서 열린 1985년 세계 선수권 대회에 참가하여 인상 140kg, 용상 175kg, 합계 315kg을 기록하여 불가리아의 미하일 페트로프와 베셀린 걸러바로프의 뒤를 이어 동메달을 획득했다. 이듬해인 1986년 대한민국 서울에서 열린 1986년 아시안 게임에 참가하였으며 합계 307.5kg을 기록하여 대표팀 동료인 린샹쿠이와 대한민국의 김기웅을 누르고 금메달을 획득했다. 2위인 린샹쿠이도 야오징위안과 같은 307.5kg을 기록했으나 야오징위안의 체중이 더 가벼웠기 때문에 야오징위안은 아시안 게임 2연패를 달성할 수 있었다.
1987년에 현역 은퇴를 선언했으며, 은퇴 직후 바로 랴오닝성 역도단 코치를 맡았다. 이후 2002년부터 2008년까지 중국 남자 경량급 대표팀 코치를 맡았다. 이후 2008년부터 랴오닝성 역도단 코치와 중국 여자 대표팀 코치를 맡고 있다.